# Ehrenreich von Redern
Karl Johann Wilhelm Leopold Ehrenreich von Redern (* 23. Oktober 1847 in Wansdorf; † 6. September 1923) war ein preußischer Generalmajor.

## Leben

### Herkunft
Er entstammte dem märkischen Uradelsgeschlecht von Redern und war der älteste Sohn des preußischen Majors Karl von Redern (1784–1858) und dessen zweiten Ehefrau Elfriede, geborene von Hugo (* 8. Juli 1806). Seine älteren Brüder Herrmann (1819–1886) und Ernst (1835–1900) schlugen ebenfalls eine Karriere in der Preußischen Armee ein und brachten es beide zum Generalleutnant.

### Militärkarriere
Redern besuchte zunächst die Kadettenhäuser in Potsdam und Berlin. Anschließend wurde er am 18. April 1865 als Portepeefähnrich dem 3. Westfälischen Infanterie-Regiment Nr. 16 überwiesen. Hier wurde er am 11. November 1865 zum Sekondeleutnant befördert und nahm als solcher im Jahr darauf am Krieg gegen Österreich teil. Mit seinem Regiment kämpfte Redern im Verbund der Elbarmee in der Schlacht bei Münchengrätz und wurde bei Königgrätz leicht verwundet. Nach dem Friedensschluss folgte ein knapp sechsmonatiges Kommando an die Berliner Zentralturnanstalt.
Vom 1. Mai 1869 bis 1. Mai 1872 war Redern als Erzieher zum Kadettenhaus Potsdam kommandiert. In der Zwischenzeit zum Premierleutnant befördert, folgte anschließend als Militärlehrer eine Kommandierung an das Kadettenhaus Berlin. Am 1. Oktober 1874 kehrte er zu seinem Stammregiment zurück und erhielt vom 12. Juni 1877 bis zum 15. August 1878 eine erneute Kommandierung. Dieses Mal als Kompanieführer zur Unteroffizierschule Biebrich. Am 11. Dezember 1879 avancierte Redern zum Hauptmann und Kompaniechef. In dieser Eigenschaft versetzte man ihn am 14. Februar 1885 nach Naumburg (Saale) in das Magdeburgische Jäger-Bataillon Nr. 4. Unter Beförderung zum Major kam Redern am 24. März 1890 in das neuerrichtete Infanterie-Regiment Nr. 140 nach Inowrazlaw. Daran schloss sich ab 16. Juni 1891 eine Verwendung als Kommandeur des Füsilier-Bataillons im Grenadier-Regiment „König Friedrich Wilhelm I.“ (2. Ostpreußisches) Nr. 3 in Königsberg an. Im Herbst 1893 nahm Redern an der Generalstabsreise im Bereich des I. Armee-Korps teil. Er fungierte dann vom 17. Februar 1894 bis zum 15. September 1895 als Kommandeur des Jäger-Bataillons „von Neumann“ (1. Schlesisches) Nr. 5 und wurde anschließend Kommandeur des II. Bataillons im Infanterie-Regiment „Graf Kirchbach“ (1. Niederschlesisches) Nr. 46 in Posen. In dieser Stellung erhielt Redern am 20. Mai 1896 den Charakter als Oberstleutnant sowie am 18. Juli 1896 das Patent zu diesem Dienstgrad. Als etatsmäßiger Stabsoffizier wurde er Ende des Jahres nach Rawitsch in das 3. Niederschlesische Infanterie-Regiment Nr. 50 versetzt. Unter Beförderung zum Oberst ernannte man ihn schließlich am 25. März 1899 zum Kommandeur des Infanterie-Regiments „von Alvensleben“ (6. Brandenburgisches) Nr. 52, bis Redern in Genehmigung seines Abschiedsgesuches am 22. April 1902 mit dem Charakter als Generalmajor zur Disposition gestellt wurde.

### Familie
Er heiratete am 9. Oktober 1872 in Potsdam Gertrud Greinert (* 1850). Aus der Ehe gingen die Tochter Magarethe (* 1873) und der Sohn Hans (* 1876) hervor.